# Ribes fontaneum
Ribes fontaneum är en ripsväxtart som beskrevs av Bochkarnikova. Ribes fontaneum ingår i släktet ripsar, och familjen ripsväxter. Inga underarter finns listade i Catalogue of Life.